# 음성군
음성군(陰城郡)은 대한민국 충청북도 북서부에 있는 군이다. 특산물로 음성 청결고추가 유명하며, 반기문 전 유엔 사무총장의 고향이기도 하다.
동쪽으로 충주시, 괴산군, 서쪽으로 진천군, 북쪽으로 경기도 안성시, 이천시, 여주시와 접하며, 남쪽으로는 충청북도 증평군과 경계를 이룬다.

## 역사
| Daedongyeojido (Gyujanggak) 14-05.jpg | Daedongyeojido (Gyujanggak) 14-04.jpg |
| Daedongyeojido (Gyujanggak) 15-04.jpg | Daedongyeojido (Gyujanggak) 15-03.jpg |

- 1895년 6월 23일(음력 윤5월 1일) 충주부 음성군으로 개편하였다.[2]
- 1896년 8월 4일 충청북도 음성군으로 개편하였다.
- 1906년 9월 24일 충주군 금목면, 법왕면, 천기면, 지내면, 두의면, 대조면, 사다면, 소탄면, 감미면, 거곡면, 맹동면, 생동면, 무극면을 편입하였다.[3]
- 1914년 4월 1일 충주군 소파면, 사이면을 병합하였다. (9면)[4]

| 조선총독부령 제111호 |             | |
| 구 행정구역 | 신 행정구역 | 신 행정구역                                                                                            |
| 음성군 동도면(東道面) 수현리/월곡리/중산리/용추리/사인동, 석인리 일부/(충주군 사이면)원충리 일부, 신대리/중리/한천리/남촌 일부, 읍상리/읍하리/역촌/평촌리 일부/남촌 일부, 약현리/기곡리/토계리/평촌리 일부/(남면)하노리 일부, 한상리/한하리 | 군내면      | 용산리, 석인리, 신천리, 읍내리, 평곡리, 한벌리                                                         |
| 음성군 근서면(近西面) 감우리/성주동, 상창리/삼생리 일부/동음리 일부/(맹동면)중삼리 일부, 강당리/내촌/벌대, 삼생리 일부/동음리 일부/(맹동면)중삼리 일부, 산양티/주천/내동/대촌/선가동/족지곡, 초천리/덕전리 | 군내면      | 감우리, 동음리, 사정리, 삼생리, 소여리, 초천리                                                         |
| 음성군 원서면(遠西面) 덕정리/용당리 일부, 눌문리 일부/팽암리, 보천리 일부/용동, 보천리 일부, 삼용리/(근서면)삼생리 일부/(맹동면)단월동 일부/하삼리 일부, 야동/동막곡/곡내/덕현/설매/하리/기리/양촌/삼기동 | 원남면      | 덕정리, 문암리, 보룡리, 보천리, 삼용리, 조촌리                                                         |
| 음성군 남면(南面) 구안리, 송오리/마피동리 일부, 상당리, 상노리, 내동/마피동리 일부, 음월촌/양촌/후촌/동양/당촌/가운, 내가곡/외가곡/하촌/능촌 | 원남면      | 구안리, 마송리, 상당리, 상노리, 주봉리, 하당리, 하노리                                                 |
| 음성군 금목면(金目面) 동촌/덕동/각회리 일부, 석우리/반의리 일부/금곡리 일부, 내동리/송당리/시일리 일부, 본리/도장리 일부/청일리/장현리 일부, 오룡리/신개천리/구개천리 일부, 와우리/촌서리/촌동리/한삼리 일부, 포동리/포서리/포중리/별선리 일부, 능동/육십리/기령리/묵방리, 상촌/중촌/하촌/속리, 반의리 일부/금곡리 일부, 평리/외봉리/내봉리/영곡리 일부/구개천리 일부, 증산리/정단리/봉계리/한삼리 일부/(맹동면)개현리 일부, 오촌리/장현리 일부/영곡리 일부/별선리 일부/도장리 일부 | 금왕면      | 각회리, 금석리, 내송리, 도청리, 용계리, 유촌리, 유포리, 육령리, 백야리, 무극리, 봉곡리, 삼봉리, 오선리 |
| 음성군 법왕면(法旺面) 궁제/구룡/사계/보습/죽엽, 제내리/수곡리/고봉리, 본리/응대리/후평리/(금목면)장현리 일부, 사창리, 석평리/강구리, 쌍봉리/지소리, 행정리/연제리/천방리/(천기면)금정리 일부, 산직리/호일리/치산리/석원리 일부/(두의면)산막리 일부/신대리 일부/(경기도 음죽군 상율면)팔성리 일부/석교리 일부 | 금왕면      | 구계리, 내곡리, 본대리, 사창리, 신평리, 쌍봉리, 행제리, 호산리                                         |
| 음성군 천기면(川岐面) 상곡리/점동, 송선리/신대리/금정리 일부/용산리 일부, 박서리/천령리/표산리/법령리 일부/(사다면)심목리 일부, 영청리/용산리 일부 | 삼성면      | 상곡리, 선정리, 천평리, 청룡리                                                                         |
| 음성군 지내면(枝內面) 대사서리, 금정리/덕지리/가동리/가서리, 덕교동/양곡리/대사동리, 성산리/원하리/원동/가산동/사천리/용산동 일부 | 삼성면      | 대사리, 덕정리, 양덕리, 용성리                                                                         |
| 음성군 두의면(豆衣面) 율리 일부/내대리 일부, 하리/구정리, 율리 일부/내대리 일부, 능동/황상/신대/산직리 일부 | 삼성면      | 대야리, 대정리, 용대리, 능산리                                                                         |
| 음성군 대조면(大鳥面) 정곡리 일부/(사다면)우두리 일부, 백금리/삼한리 일부/오산리 일부/정곡리 일부, 소당리/석격리 일부/삼한리 일부, 오산리 일부/(사다면)오하리 일부, 생동/태티리 일부/(천기면)법평리 일부/(사다면)천곡리 | 대소면      | 미곡리, 삼정리, 소석리, 오산리, 태생리                                                                 |
| 음성군 사다면(沙多面) 영산리/미산리/대죽리/사산리 일부/(진천군 만승면)검성리 일부/사산리 일부, 서당리/계두리/풍동/(진천군 만승면)검성리 일부/광동리 일부, 오삼리/연호리/소죽리/우두리 일부, 오상리/오중리/오하리/(천기면)용산리 일부 | 대소면      | 내산리, 대풍리, 삼호리, 오류리                                                                         |
| 음성군 소탄면(所呑面) 부윤리/마사동, 본리/성산리/(대조면)각동, 상태리/하태리/수인리/(진천군 소답면)신통리 | 대소면      | 부윤리, 성본리, 수태리                                                                                 |
| 음성군 감미면(甘味面) 거동리/영촌리/공산리 일부, 덕동/성평리/상촌리/공산리 일부/외주리 일부, 선곡리/외주리 일부/(생동면)방축리 일부/(경기도 음죽군 하율면)총곡리 일부, 독정리/무수동/하티리/월동, 내주리/외주리 일부 | 감곡면      | 영산리, 상평리, 원당리, 월정리, 주천리                                                                 |
| 음성군 거곡면(居谷面) 단양리/노평리/대곡리/(경기도 음죽군 동면)노평리 일부, 상오리/신촌리/장평리/판요리/문암리, 상사리/하사리/토곡리 일부, 상아리/하아리/석우리, 궁장리/하오리/토곡리 일부, 신대리/오근리/행공리/본리/익금리/장대리 일부, 중동/마산리/내동/왕대리/장대리 일부 | 감곡면      | 단평리, 문촌리, 사곡리, 상우리, 오궁리, 오향리, 왕장리                                                 |
| 음성군 맹동면(孟洞面) 군자리/통동 일부, 부성리/두중리/두동리/두서리 일부, 용계리/신촌/상돈리 일부/하본리 일부/봉암리 일부/개현리 일부, 마운동/신평리/매산리/하본리 일부/봉암리 일부, 중돈리/두북리/하본리 일부/중본리 일부, 신계리/개현리 일부/봉암리 일부, 상돈리 일부/하본리 일부/(진천군 소답면)용소리 일부, 상정리/하정리/중본리 일부/율리 일부, 송동리/하묵리 일부, 창리/중리/천곡                                                                                             | 맹동면      | 군자리, 두성리, 용촌리, 마산리, 본성리, 봉현리, 신돈리, 쌍정리, 인곡리, 통동리                         |
| 음성군 생동면(笙洞面) 임오리/품곡리, 방축리 일부/야곡리 일부, 중생리/하생리, 송곡리/차곡리 일부, 신평리/신창리/양곤리 일부, 상생리/오룡리/신대리, 차곡리 일부/차평리 일부, 차평리 일부/말마리 일부, 지비천/곤지리/말마리 일부 | 생극면      | 임곡리, 방축리, 생리, 송곡리, 신양리, 오생리, 차곡리, 차평리, 팔성리                                   |
| 음성군 무극면(無極面) 진동/무수동/관촌/병산리 일부, 신촌/도관리 일부/곤지리 일부/생탕리 일부/(금목면)각회리 일부, 생탕리 일부/도관리 일부/곤지리 일부/병산리 일부 | 생극면      | 관성리, 도신리, 병암리                                                                                 |
| 충주군 소파면(蘇坡面) 갑산2리/갑산3리/갑산1리 일부, 봉산리/저전리, 오상동/중동1리/중동2리/중동3리/중동4리/중동5리/갑산1리 일부/(괴산군 불정면)문등리 일부, 후미1리/후미2리/후미3리 일부 | 소이면      | 갑산리, 봉전리, 중동리, 후미리                                                                         |
| 충주군 사이면(沙伊面) 금정리 일부/충원리 일부/삼고리 일부, 장막리/대평리/금정리 일부/(소파면)후미3리 일부, 비석동/조도리/돈산리, 도남리/양전리/삼고리 일부/충원리 일부/(음성군 동도면)석인리 일부 | 소이면      | 금고리, 대장리, 비산리, 충도리                                                                         |
- 1917년 10월 1일 군내면을 음성면으로 개칭하였다.
- 1956년 7월 8일 음성면을 음성읍으로 승격하였다.[5] (1읍 8면)
- 1973년 7월 1일 금왕면을 금왕읍으로 승격, 생극면 도신리 일부를 금왕읍으로, 중원군 신니면 광월리 일부를 음성읍으로, 괴산군 불정면 문등리를 소이면으로 편입하였다.[6] (2읍 7면)

## 행정 구역
음성군의 행정 구역은 2읍 7면으로 구성되어 있다. 면적은 520.40km2이다. 2016년 2월 29일을 기준으로 주민등록 인구는 43,686세대, 96,777명이다. 1968년 122,288명으로 정점을 찍은 뒤 계속 감소하여 1990년 74,717명으로 최저를 기록했지만, 이후 9만 명을 회복하였다. 군청 소재지인 음성읍보다 금왕읍에 더 많은 인구가 거주하고 있다. 금왕읍은 산맥을 기준으로 음성분지와 생활권이 단절되어 있다. 감곡면은 경기도 이천시 장호원읍과 한생활권을 이룬다. 공장이 많기 때문에 남녀 성비는 1.1로 충북에서는 제일 높은 수준이다.
| 읍면동 | 한자   | 면적   | 세대   | 인구   | 행정지도 |
| ------ | ------ | ------ | ------ | ------ | -------- |
| 음성읍 | 陰城邑 | 86.42  | 8,148  | 18,411 |          |
| 금왕읍 | 金旺邑 | 71.34  | 9,707  | 21,549 |          |
| 소이면 | 蘇伊面 | 48.9   | 1,557  | 3,113  |          |
| 원남면 | 遠南面 | 64.77  | 1,609  | 3,080  |          |
| 맹동면 | 孟洞面 | 34.69  | 3,155  | 9,123  |          |
| 대소면 | 大所面 | 38.17  | 7,187  | 16,648 |          |
| 삼성면 | 三成面 | 50.59  | 3,989  | 8,093  |          |
| 생극면 | 笙極面 | 56.04  | 2,306  | 4,780  |          |
| 감곡면 | 甘谷面 | 69.48  | 5,092  | 10,946 |          |
| 음성군 | 陰城郡 | 520.40 | 43,686 | 96,777 |          |

## 군청
현재 음성군청은 충청북도 음성군 음성읍에 위치하고 있다.

## 교통

### 철도
- 충북선
  - 음성역 (현재 보통역)
  - 보천역, 소이역 (현재 무인역)

- 중부내륙선
  - (경기도 이천시) ← 감곡장호원역 → (충주시)

### 고속도로
- 중부고속도로
  - 삼성 나들목, 대소 나들목, 대소 분기점

- 평택제천고속도로
  - 대소 분기점, 금왕꽃동네 나들목, 음성 나들목

- 중부내륙고속도로
  - 감곡 나들목

### 국도
- 국도 제3호선
- 국도 제21호선
- 국도 제36호선
- 국도 제37호선
- 국도 제38호선

### 국가지원지방도
- 국가지원지방도 제49호선
- 국가지원지방도 제82호선

### 지방도
- 지방도 제306호선
- 지방도 제329호선
- 지방도 제333호선
- 지방도 제513호선
- 지방도 제516호선
- 지방도 제525호선
- 지방도 제599호선

## 산업
2010년 기준 1,780여개의 기업체가 등록돼 있어 충청북도에서 가장 많은 기업체가 입주되어 있다.

### 산업단지
- 대풍지방산업단지
- 대소지방산업단지
- 소이지방산업단지
- 금왕지방산업단지
- 니트지방산업단지
- 음성하이텍산업단지
- 맹동산업단지
- 감곡지방산업단지

### 농공단지
- 음성농공단지
- 금왕농공단지
- 삼성농공단지

### 지역내 총생산
음성군의 2011년 지역내 총생산은 13조 8,058억원으로 충청북도 지역내 총생산의 13.5%를 차지하고 있다. 이중 농림어업(1차산업)은 3,499억원으로 2.5%의 비중을 차지하며, 광업 및 제조업(2차산업)은 11조 976억원으로 80.4%의 비중을 차지하고 상업 및 서비스업(3차산업)은 2조 3,582억원으로 17.1%의 비중을 차지한다. 3차산업 부문에서는 대규모 신산업단지의 건설과 관련하여 건설업(5.0%)과 공공행정(1.9%), 문화 및 기타 서비스업(1.5%)과 부동산업 및 임대업(1.3%)이 큰 비중을 차지하고 있다.

### 산업별 종사자 현황
2014년 음성군 산업의 총종사자 수는 58,560명으로 충청북도 총종사자 수의 9.4%를 차지하고 있다. 이중 농림어업(1차산업)은 279명으로 0.5%의 비중을 차지하며 광업 및 제조업(2차산업)은 32,474명으로 55.5%의 비중으로 차지하고 상업 및 서비스업(3차산업)은 25,807명으로 44.1%의 비중을 차지한다. 2차산업은 충청북도 전체의 비중 (28.9%)보다 높고 3차 산업은 충청북도 전체 비중(70.8%)보다 낮다. 3차산업 부문에서는 도소매업(7.0%), 숙박 및 음식점업(6.5%)과 보건업 및 사회복지서비스업(4.7%), 사업서비스업(4.6%)이 큰 비중을 차지하고 있다.

### 무극 금광산
무극광산 또는 무극 금광상은 음성군 금왕읍 용계리에 위치하며 고려 시대부터 금의 생산지로 알려진 곳이다. 광산 주변의 지질은 중생대의 화성암인 화강섬록암, 우백질 화강암, 석영반암과 음성 분지의 퇴적암 지층 백야리층으로 구성되어 있다. 무극금광산은 화강섬록암 내에 발달한 열극을 충진한 함금은석영맥 광상이다. 이 광산에는 10여 개의 광맥들이 평행하게 발달하며 그 주향은 북서 5~20°또는 35~40°, 경사는 북동 60~80°이다. 금을 포함하는 석영맥들은 동쪽에서부터 박산맥, 금룡맥, 삼형제맥, 1호맥, 2호맥, 8호맥, 9호맥, 10호맥, 11호맥으로 명명되어 있으며 과거에는 주로 2호맥을 대상으로 약 750 m 하부까지 채광하였으나 최후에는 삼형제맥을 개발했다. 이 광산에서는 호박금(일렉트럼), 자연 은, 휘은석, 함은사면동석, 피어사이트(pearceite; 은, 비소의 황화광물), 휘안동은광(輝安銅銀鑛, polybasite), 티탄철석, 적철석, 유비철석, 황철석, 섬아연석, 황동석, 방연석, 자류철석, 사면동석 등이 산출되며 맥석광물로 석영, 방해석, 형석, 녹니석 등이 산출된다.

## 교육
- 사립대학교

|  | - 극동대학교 |

- 사립전문대학

|  | - 강동대학교 |

- 고등학교

|  | - 매괴고등학교 | - 대금고등학교 | - 음성고등학교 | - 글로벌선진학교 | - 충북반도체고등학교 - 동성고등학교 |

- 중학교

|  | - 감곡중학교 - 대소중학교 - 매괴여자중학교 | - 무극중학교 - 삼성중학교 - 생극중학교 | - 음성여자중학교 - 글로벌선진학교 | - 음성중학교 - 한일중학교 |

- 초등학교

|  | - 감곡초등학교 - 남신초등학교 - 능산초등학교 - 대소초등학교 - 대장초등학교 - 맹동초등학교 - 무극초등학교 | - 부윤초등학교 - 삼성초등학교 - 생극초등학교 - 소이초등학교 - 수봉초등학교 - 쌍봉초등학교 - 오갑초등학교 | - 오선초등학교 - 용천초등학교 - 원남초등학교 - 원당초등학교 - 청룡초등학교 - 평곡초등학교 - 하당초등학교 |

- 특수학교

|  | - 꽃동네학교 |

## 자매 도시
- 대한민국 서울특별시 강동구
- 대한민국 서울특별시 동대문구
- 방글라데시 랑푸르주 랑푸르
- 미국 노스캐롤라이나주 샬럿